# Kraftwerk Vetschau
Das Kraftwerk Vetschau war ein Braunkohlekraftwerk mit einer Gesamtleistung von 1200 Megawatt, das in den Jahren 1964 bis 1996 in der Stadt Vetschau/Spreewald im heutigen südbrandenburgischen Landkreis Oberspreewald-Lausitz betrieben wurde.

## Geschichte
Der Grundstein für das Kraftwerk wurde am 19. August 1960 gelegt, die Bauausführung realisierte das BMK Kohle und Energie. Am Ostrand der Stadt Vetschau wurde für den Bau ein 1,3 Quadratkilometer großes, bis dahin überwiegend bewaldetes Grundstück östlich des Lobendorfer Weges bereitgestellt, wobei die F 115 von Vetschau nach Cottbus, die durch das Gelände verlief, südwärts verlegt wurde. Zugleich wurde das Kraftwerk über eine Schleife an die nördlich verlaufende Bahnstrecke Berlin–Görlitz angeschlossen. Parallel zum Kraftwerksbau erfolgte der Bau der Vetschauer Neustadt mit einer Reihe von Geschosswohnblöcken.
Der erste von zwölf Kraftwerksblöcken wurde 1964 in Betrieb genommen, der letzte wurde 1967 fertiggestellt. Beschickt wurde das Kraftwerk mit Braunkohle aus den Tagebaugebieten Gräbendorf und Seese-Ost im Lausitzer Braunkohlerevier. Neben der Energieerzeugung wurde die Abwärme zur Fernheizung von Wohngebäuden der Stadt genutzt sowie das Kühlwasser zur Karpfenzucht. Noch heute ist der berühmte „Vetschauer Spiegelkarpfen“ bei vielen Einheimischen bekannt.
Die fünf markanten Schornsteine waren Wahrzeichen der Stadt Vetschau, standen aber zugleich für die erhebliche Schwefeldioxidbelastung der Region. Das Kraftwerk beschäftigte rund 5000 Mitarbeiter und war damit größter Arbeitgeber der Stadt. Zusammen mit dem im benachbarten Lübbenau zur gleichen Zeit (1959–1964) entstandenen Kraftwerk Lübbenau mit einer Leistung von 1300 MW bildete das Kraftwerk Vetschau den VEB Kraftwerk Lübbenau-Vetschau im VE Kombinat Braunkohlekraftwerke Jänschwalde. Nach der deutschen Wiedervereinigung ging das Kraftwerk 1991 in den Besitz der Vereinigten Energiewerke AG über.
Der Strukturwandel nach der Wiedervereinigung führte zum Ende der Braunkohleförderung in Gräbendorf (1992) und Seese-Ost (1996), nachdem dort 35 Millionen beziehungsweise 55 Millionen Tonnen Kohle gefördert worden waren. Im Jahr 1996 wurde auch das Kraftwerk Vetschau stillgelegt und es begann der Abriss der Anlage. Im Jahr 1997 wurden die Schornsteine gesprengt. Das Gelände wurde danach als Industrie- und Technologiezentrum Spreewald (ITS) zur Ansiedlung von Gewerbebetrieben genutzt. Das Kraftwerksgebäude wurde am 26. Mai 2013 gesprengt. An dessen Stelle soll eine Lagerhalle entstehen.